# 王建军 (企业家)
王建军（1961年11月—），山东淄博人，女，汉族。1980年12月参加工作，1983年7月加入中国共产党，中央党校研究生、法学学士，政工师。曾任上海文化广播影视集团有限公司董事长，中共上海广播电视台、上海文化广播影视集团有限公司委员会书记。

## 生平
1983年7月加入中国共产党，1985年，任共青团上海市委常委、少年部部长、办公室主任。1997年，任中共上海市委对外宣传办公室秘书处处长。2001年，任中共上海市委宣传部办公室主任。2002年，任中共上海市委办公厅秘书。2005年，任中共上海市委对外宣传办公室、市人民政府新闻办公室副主任。
2010年9月，王建军调入广电系统工作，任上海广播电视台党委书记、上海东方传媒集团有限公司执行董事。2015年1月，任上海广播电视台台长、上海文化广播影视集团有限公司总裁。
2017年7月，任上海文化广播影视集团有限公司董事长、中共上海广播电视台、上海文化广播影视集团有限公司委员会书记。
王建军进入SMG工作后，参与了SMG的内容创新、体制改革、战略执行体系建设、媒体融合发展战略转型和企业文化建设。
王建军历任上海市第十四届人大代表，中共上海市第十一届委员会候补委员，第十三届上海市政协常委。